# Провинција Шима
Шима (јап. 志摩国) је једна од 66 историјских провинција Јапана, која је постојала од почетка 8. века (закон Таихо из 703. године) до Мејџи реформи у другој половини 19. века. Шима се налазила у јужном делу острва Хоншу, на истоименом полуострву у заливу Исе, на обали Тихог океана.
Царским декретом од 29. августа 1871. све постојеће провинције замењене су префектурама. Територија Шиме припада југоисточном делу данашње префектуре Мије.

## Географија
Шима се на западу граничила са провинцијом Исе, а на северу, истоку и југу је излазила на залив Исе у Тихом океану.